# Simon Gray
Simon James Holliday Gray, CBE (Hayling Island, 21 ottobre 1936 – Londra, 7 agosto 2008), è stato un drammaturgo, scrittore e sceneggiatore britannico, diarista e accademico, oltre alla sua intensa attività letteraria, è stato docente per oltre 20 anni in letteratura inglese presso la Queen Mary, University of London.
Gray iniziò la sua carriera di scrittore come romanziere nel 1963, mentre insegnava alla Queen Mary e, nel corso dei successivi 45 anni, oltre a pubblicare cinque romanzi, Gray scrisse 40 drammi teatrali, sceneggiature, e riduzioni per il piccolo e grande schermo di opere drammatiche sue e di altri autori, diventando inoltre noto per i suoi diari satirici e di spirito autoironico, completando diversi volumi autobiografici.

## Biografia
Simon James Holliday Gray nacque il 21 ottobre 1936 a Hayling Island, nello Hampshire (Inghilterra), da James Gray (medico) e Barbara Holliday (atleta di una certa rinomanza). Suo padre, che in seguito divenne patologo, esercitava sull'isola come medico di base. Nel 1939, durante la Seconda Guerra Mondiale quando aveva tre anni, Simon e suo fratello maggiore Nigel furono evacuati a Montréal, Canada, per stare in "una casa dove suo nonno e la moglie alcolizzata venivano assistiti da una più giovane zia"; nel 1945, quando aveva circa 10 anni, ritornò in Inghilterra, dove frequentò la Westminster School, a Londra. Nel 1957, si laureò il Lettere (Bachelor of Arts) alla Dalhousie University, Halifax; nel 1961 ottenne un'altra laurea al Trinity College (Cambridge). Nel 1965, venne nominato docente di letteratura inglese al Queen Mary College di Londra.
Gray si sposò nel 1965 con la prima moglie, Beryl Kevern; ebbero un figlio, Benjamin, e una figlia, Lucy, e si divorziarono nel 1997. Durante il primo matrimonio, Gray ebbe una relazione di otto anni con una docente della sua stessa università, Victoria Katherine Rothschild (n. 1953), figlia di Sir Victor Rothschild, 3º Barone dei Rothschild; nel 1997, dopo il divorzio, si sposarono, andando a vivere insieme nel quartiere ovest di Londra, fino alla morte di Gray il 7 agosto 2008.
Nel 2004 Simon Gray venne nominato Commander of the Order of the British Empire per servizi resi all'arte drammaturgica e alla letteratura.
Afflitto sia da cancro polmonare sia da cancro prostatico, morì di un aneurisma aortico addominale il 7 agosto 2008, all'età di 71 anni.
(Coda, pp. 249-250)
Purtroppo Gray morì poche settimane dopo.

## Carriera
Ancora ventenne, Gray iniziò la sua carriera di scrittore come romanziere con Colmain, pubblicato dall'editore Faber & Faber nel 1963. La carriera di drammaturgo cominciò invece nel 1966 con la riduzione televisiva di un suo racconto, The Caramel Crisis. Successivamente scrisse una quantità di drammi per le serie antologiche televisive della BBC The Wednesday Play e Play for Today, spesso in collaborazione col produttore Kenith Trodd. Gray ha scritto 40 drammi e sceneggiature per teatro, televisione e cinema, e 8 volumi di memorie basate sui suoi diari.
Il suo primo lavoro teatrale fu Wise Child, adattamento di un dramma televisivo ritenuto troppo traumatizzante per essere trasmesso sul piccolo schermo. Interpretato da Simon Ward e Alec Guinness, venne prodotto da Sir Michael Codron al Wyndham's Theatre nel 1967. Susseguentemente Gray scrisse drammi sia per la radio sia per la televisione, tra cui: una riduzione televisiva di The Rector’s Daughter di F. M. Mayor; riduzioni teatrali del Tartuffe e de L'idiota. Le sue sceneggiature televisive originali includono Running Late, After Pilkington, Unnatural Pursuits e A Month in the Country. Con il suo dramma del 1971 intitolato Butley, prodotto da Codron, Gray iniziò una lunga e fruttuosa collaborazione col Premio Nobel Harold Pinter (che fu regista delle versioni sia teatrali che cinematografiche), continuando inoltre la sua associazione e amicizia con l'attore Alan Bates, che aveva interpretato nel 1967 uno dei suoi drammi televisivi, Death of a Teddy Bear; Bates interpretò 11 opere di Gray, mentre Pinter diresse 10 produzioni separate dei suoi drammi teatrali e televisivi, cominciando con Butley e finendo con The Old Masters, interpretato da Peter Bowles e Edward Fox. Come aveva fatto con Butley (1971) e Otherwise Engaged (1975), le cui produzioni di Londra avevano avuto Bates come interprete principale, e Quartermaine's Terms (1981), con Edward Fox, Gray "spesso ritornò a visitare il soggetto delle vite e vicissitudini di eruditi intellettuali."
Scrisse molti altri drammi teatrali, tra cui The Common Pursuit, The Late Middle Classes, Hidden Laughter, Japes, Close of Play, The Rear Column, e Little Nell, molti dei quali furono diretti da Gray stesso.
Nel 1984, consigliato dall'allora direttore di Faber & Faber, Robert McCrum, Gray tenne un diario della première londinese di The Common Pursuit (diretto da Pinter al Teatro Lyric Hammersmith), diario intitolato An Unnatural Pursuit (1985) e che risultò essere il primo di una lunga e fortunata serie di memorie personali sulla sua attività teatrale e vita privata, serie culminata nella rinomata trilogia The Smoking Diaries (Granta, 2004–2008).
Il dramma di Gray sulla spia britannica George Blake, Cell Mates (1995), interpretato da Rik Mayall, Stephen Fry e Simon Ward, attirò l'attenzione dei media quando Stephen Fry improvvisamente "fuggì a Bruges" dopo la terza rappresentazione, lasciando quindi lo spettacolo senza il suo attore principale. Gray poi scrisse il suo diario teatrale dell'episodio, in titolato Fat Chance, fornendo un resoconto caustico ed esilarante dell'episodio.
In agosto 2008, poco prima della sua morte, Gray attrasse nuovamente l'attenzione della stampa con le sue critiche circa la "codardia" del Royal National Theatre nell'affrontare il tema del radicalismo islamico.

### Sviluppi e tributi postumi
L'ultimo volume dei diari di Gray, Coda, "intitolato così perché completa la trilogia di 'Smoking Diaries' (The Smoking Diaries, The Year of the Jouncer e The Last Cigarette) ... una meditazione sulla morte, o piuttosto sul morire, il resoconto di uno che vive con i giorni contati", è stato pubblicato postumo dall'editore Faber & Faber e da Granta in novembre 2008. Dall'8 al 12 dicembre 2008, in cinque episodi di 15 minuti ciascuno, l'attore Toby Stephens ha letto stralci di questo "resoconto franco e cupamente comico del venire a patti con un cancro in fase terminale" per la BBC Radio 4.
Simon Gray: A Celebration, per la regia di Harry Burton, che aveva diretto l'ultima produzione teatrale di Gray nella primavera 2008 (Quartermaine's Terms al Theatre Royal di Windsor), è stato rappresentato al Comedy Theatre di Londra il 15 marzo 2009.
Una produzione intitolata The Last Cigarette (L'ultima sigaretta), basata sulla riduzione fatta da Gray e da Hugh Whitemore dei tre volumi di memorie intitolati The Smoking Diaries, e diretta da Richard Eyre, debuttò al Minerva Theatre di Chichester, in aprile 2009. La produzione, con Felicity Kendal, Nicholas Le Prevost e Jasper Britton, in seguito si trasferì presso Trafalgar Studios, teatro del West End,
Un sito ufficiale venne inaugurato nell'ottobre 2009.
Finalmente il dramma The Late Middle Classes aprì in anteprima a Londra il 27 maggio 2010 presso il teatro Donmar Warehouse, diretto da David Leveaux e interpretato da Helen McCrory, Eleanor Bron, Peter Sullivan e Robert Glenister. La produzione originale, diretta da Harold Pinter, venne ostacolata dall'essere rappresentata a West End a causa di un musical pop. L'esperienza di Gray relativa a questa produzione viene narrata nel suo diario Enter a Fox (Entra una volpe).
In maggio-giugno 2014, "In the Vale of Health", inclusivo di tre drammi mai messi in produzione e un revival (Japes, Michael, Japes Too, e Missing Dates), è andato in scena allo Hampstead Theatre di Londra. Diretto da Tamara Harvey e interpretato da Gethin Anthony, Jamie Ballard, Imogen Doel, Tom Mothersdale e Laura Rees. Queste opere teatrali raccontano la storia, vista da prospettive differenti, di due fratelli che si innamorano della stessa donna.

## Opere

### Teatro
- Wise Child, Wyndham's Theatre (1967)
- Dutch Uncle, Aldwych Theatre (1969)
- The Idiot (adattato da Dostoevskij), Old Vic (1970)
- Spoiled, Haymarket Theatre (febbraio 1971)
- Butley, Criterion Theatre (1971),[36] altre produzioni con Nathan Lane et al.
- Otherwise Engaged, Queen's Theatre (1975)
- Dog Days, Oxford 1976; Eyre Methuen (1976) ISBN 0-413-37270-7
- Molly, adattamento teatrale del suo dramma televisivo Death of a Teddy Bear (1967), basato sull'omicidio di Francis Rattenbury nel 1935, Comedy Theatre (1978)
- The Rear Column, The Globe Theatre (1978); Eyre Methuen (1978) ISBN 0-413-39170-1
- Close of Play, National Theatre Lyttelton (1979)
- Stage Struck, Vaudeville Theatre (1979)
- Quartermaine's Terms, Queen's Theatre (1981)
- Tartuffe (adattamento), Kennedy Center, Washington (1982)
- The Common Pursuit, Lyric Hammersmith (1984), altre produzioni con Nathan Lane et al.
- Melon (successivamente modificato col titolo The Holy Terror), Theatre Royal Haymarket (1987)
- Hidden Laughter, Vaudeville Theatre (1990)
- The Holy Terror, Temple of Arts Theater, Tucson (Arizona) (1991)
- Cell Mates, Albery Theatre (1995)
- Simply Disconnected, seguito di Otherwise Engaged, Minerva Theatre, Chichester (1996)
- Life Support, Aldwych Theatre (1997)
- Just the Three of Us, Yvonne Arnaud Theatre (1997); Nick Hern Books (1999) ISBN 1-85459-434-6
- The Late Middle Classes, Watford Palace (1999)
- Japes, Peter Hall Company, Mercury Theatre, Colchester (2000) e Theatre Royal Haymarket (2001)
- Japes Too e Michael, pubblicato in Four Plays da Faber (2004) ISBN 0-571-21988-8
- The Pig Trade, pubblicato in Four Plays (2004)
- The Holy Terror (revival), Duke of York's Theatre (2004)[37]
- The Old Masters, personaggi principali: il critico d'arte Berenson e il gallerista Joseph Duveen, Comedy Theatre (2004)[38]
- Little Nell, BBC Radio 4 (2006); Theatre Royal, Bath (2007)[39]
- Missing Dates, BBC Radio 4 (1º marzo 2008)
- Quartermaine's Terms (revival), Theatre Royal, Brighton, Theatre Royal. Bath e Wyndham's Theatre (2013)

### Sceneggiature
- Butley (1974)
- A Month in the Country adattato dal romanzo A Month in the Country (Un mese in campagna) di J. L. Carr (1987)[40]

### Televisione
- The Caramel Crisis (BBC, Thirty Minute Theatre, 25 aprile 1966)
- Death of a Teddy Bear, basato sul "caso Francis Rattenbury" del 1935 (BBC, 15 febbraio 1967)
- A Way with the Ladies (BBC, 10 maggio 1967)
- Sleeping Dogs (BBC, 11 ottobre 1967)
- The Princess, adattato da una racconto di D. H. Lawrence (BBC, The Jazz Age, 1968)
- Spoiled (BBC, 28 agosto 1968); Methuen Plays (1971) ISBN 0-416-18630-0
- Mother Love, adattato da W. Somerset Maugham (BBC, agosto 1969)
- Pig in a Poke (ITV, Saturday Night Theatre, marzo 1969)
- The Dirt on Lucy Lane (ITV, Saturday Night Theatre, aprile 1969)
- The Style of the Countess, adattato da un romanzo di Gavin Lambert (ITV, Playhouse, agosto 1970)
- Man in a Side-Car (BBC, maggio 1971)
- Plaintiffs and Defendants (BBC, ottobre 1975)
- Two Sundays (BBC, ottobre 1975)
- The Rear Column (BBC, 1980)
- Quartermaine's Terms (BBC, 1987)
- After Pilkington (BBC, gennaio 1987)
- Old Flames (BBC, 1990)
- They Never Slept (BBC, marzo 1991)
- The Common Pursuit (BBC, marzo 1992)
- Running Late (BBC, ottobre 1992)
- Unnatural Pursuits (semi-autobiografico, satira in 2 parti, BBC, dicembre 1992)
- Femme Fatale (BBC, febbraio 1993)

### Romanzi
- Colmain, Faber (1963)
- Simple People, Faber (1965)
- A Comeback for Stark (con lo pseudonimo Hamish Reade), Putnam (1968), Faber (1969)
- Little Portia, Faber (1986) ISBN 978-0-571-14598-0
- Breaking Hearts, Faber (1997) ISBN 0-571-17238-5

### Diaristica
- An Unnatural Pursuit and Other Pieces, Faber (1985) ISBN 0-571-13719-9
- How's that for Telling 'em, Fat Lady?, Faber (1988) ISBN 0-571-15139-6
- Fat Chance, Faber (1995) ISBN 0-571-17792-1
- Enter A Fox, Faber (2001) ISBN 0-571-20940-8
- The Smoking Diaries, Granta Books (2004) ISBN 1-86207-688-X[41]
  - (IT)  Senza filtri, Gaffi Editore (2009) ISBN 978-88-6165-015-2[42]
- The Year of the Jouncer, Granta Books (2006) ISBN 1-86207-896-3[43]
- The Last Cigarette: Smoking Diaries, Volume 3, Granta Books (2008) ISBN 1-84708-038-3[44][45]
- Coda, Granta Books (2008) ISBN 1-84708-094-4[23][24][46]

### Antologie
The Definitive Simon Gray. In 4 voll. Londra: Faber, 1992–1994.
Vol. 1: Butley and Other Plays (1992). ISBN 0-571-16223-1.
Vol. 2: Otherwise Engaged and Other Plays (1992). ISBN 0-571-16240-1.
Vol. 3 (1993). ISBN 0-571-16453-6.
Vol. 4 (1994). ISBN 0-571-16659-8.
Key Plays. Introd. Harold Pinter. Londra: Faber, 2002. ISBN 0-571-21634-X. (Include: Butley; Otherwise Engaged; Close of Play; Quartermaine's Terms; The Late Middle Classes.)

## Onorificenze
- 1967 Premio "Writer's Guild Award for Best Play", per l'opera Death of a Teddy Bear
- 1971 Premio "Evening Standard Award", per Butley
- 1975 Miglior dramma, Premio "New York Drama Critics' Circle and Evening Standard Award", per Otherwise Engaged
- 1977 Premio "Drama Desk Award for Outstanding Play" (straniero), per Otherwise Engaged
- 1982 Premio "Cheltenham Literary Prize", per Quartermaine's Terms
- 1987 Prix Italia, per After Pilkington
- 1993 Premio "Golden Gate Award for a Television Feature", San Francisco International Film Festival, per Running Late
- 1999 Premio "Barclays Theatre Award for Best New Play", per The Late Middle Classes
- 2004 Nominato CBE per servizi resi a Teatro e Letteratura[1]